# 연청

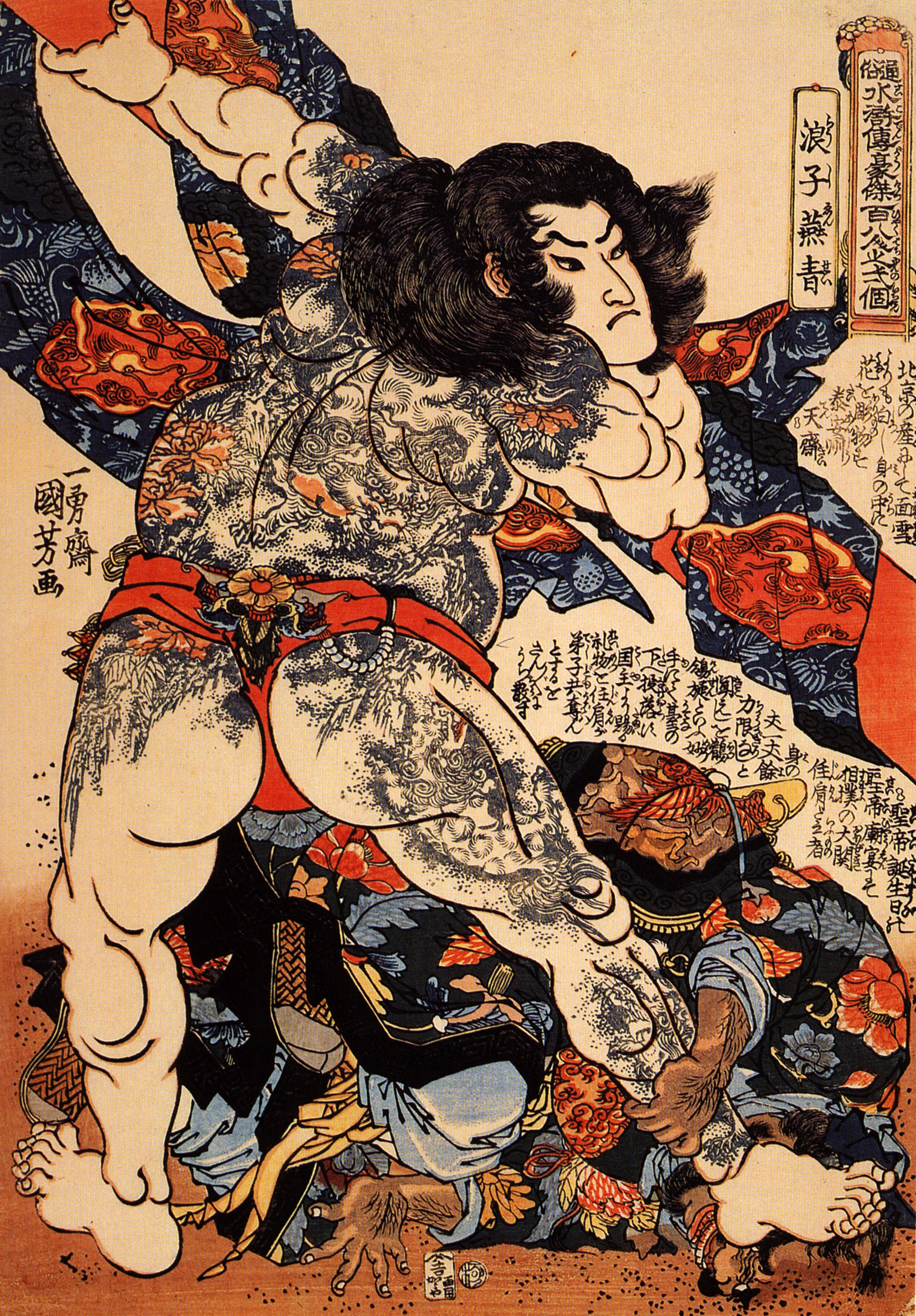

연청(燕靑)은 중국의 사대기서(四大奇書) 중 하나인 《수호전》(水滸傳)에 등장하는 인물로, 108성 중 36위이자 천강성(天罡星)의 천교성(天巧星)에 해당한다. 멋쟁이와 방랑자라는 뜻의 낭자(浪子)라는 별호로 불린다. 나이는 등장 시 22세로 양산박에서도 최연소 부류에 속한다. 몸집은 작고 날씬하며, 희고 비단결 같은 피부를 가진 절세의 미청년이다. 온몸에 문신을 하고 있다. 다재다능한 인물로 쇠뇌의 솜씨는 백발백중, 몸집이 작지만 씨름의 달인이다. 또한 놀이나 음악, 무용 등의 예사, 장사꾼의 은어와 각지의 방언에까지 정통하여 머리 회전도 매우 빠르고 재치가 있다.
노준의와는 주종관계이며 그에 대해 절대적 충성심과 부모나 형에 대한 유대감 같은 것을 갖고 있다. 양산박에 들어간 것도 노준의 때문이다. 노준의도 아내보다 그를 더 예뻐하는 것 같지만 노준의는 항상 자신감 있고 자기중심적인 데가 있는 성격 탓인지 연청을 함부로 대하거나 의견을 무시하는 경우도 많다. 그리고 연청의 말을 듣지 않은 노준의는 항상 곤경에 처한다. 마지막에도 연청의 말을 듣지 않다가 노준의는 죽고만다.

## 생애
어린 나이에 고아가 된 연청은 북경 대명부 제일의 자산가인 노준의에게 주워져 노준의의 집에서 자랐다. 노준의는 연청을 매우 귀여워하여 무예, 학문, 예사 등을 배우게 하였다. 그래서 연청도 노준의에게 은의를 느끼고 다른 누구보다 충성을 맹세하고 하인으로 부지런히 일했다.
어느 날 종자를 동반한 점쟁이(오용)가 노준의의 집에 온다. 점쟁이에게 점을 본 노준의는 액운을 쫓기 위해 태안주로 여행을 떠난다. 연청은 긴 여행이라 양산박 근처를 지나는 것은 위험하다며 제지하지만, 노준의는 연청의 말을 듣지않고 떠난다. 이윽고 노준의와 같이 떠난 이고가 돌아오지만 노준의의 모습은 없고 이고의 말에 따르면 노준의는 양산박과 통하고 있어 더 이상 돌아오지 않는다고 한다. 그리고 이고는 노준의의 부인인 가씨와 간통하고 관아에 노준의를 고발해서 노준의의 재산을 빼앗고 만다. 노준의를 믿는 연청은 대들었지만 사람들은 관아를 등에 업는 이고를 두려워해 동조하지 않았고, 이고로부터 집에서 쫓겨난다. 게다가 다른 사람들도 이고의 손에 놀아나고 있었기 때문에 연청은 길거리의 거지로 전락한다.
그 뒤 아무것도 모르는 노준의가 돌아온다. 연청은 성문 앞에서 노준의 말에 매달려 일의 전말을 설명하고, 노준의에게 북경 대명부의 집으로 돌아가지 말 것을 간청하지만 노준의는 연청의 말을 무시한다. 그래도 눈물을 흘리며 간청하는 연청에게 노준의는 오히려 화를 내며 "너는 사실 무슨 실수를 해서 저택에서 쫓겨났구나. 그래서 없는 일을 지어내는구나"라고 말하며 연청을 뿌리치고 집으로 향한다. 그 결과 노준의는 즉시 체포된다.
연청은 걱정이 되어 성안으로 잠입 하였고, 이고가 간수인 채복을 비롯한 호송 관리인들에게 뇌물을 주며 노준의를 죽이는 것을 의뢰하는 것을 목격한다. 연청은 호송되는 노준의 일행을 몰래 추적하여 호송 관리인들이 암살을 실행하려 할 때 이를 사살하고 노준의를 구출하였다. 그러나 도망치던 도중, 연청이 잠깐 식량을 찾으러 간 동안 노준의는 다시 사로잡히고 만다. 연청은 혼자 양산박에 도움을 청하러 가기로 하고, 양산박으로 향하는데 빈털터리였기 때문에 어쩔 수 없이 앞에서 오던 2인조를 습격, 1명을 쓰러뜨리지만 다른 한 명에게 짓눌리고 만다. 사실 두 사람은 노준의를 살피러 가던 양웅, 석수였다. 연청은 이를 알게 되자 일의 전말을 설명하고 노준의를 구출하도록 부탁한다. 양웅은 이를 승낙하고, 석수를 북경 대명부로 향하게 한 뒤에 양웅은 연청을 양산박으로 데려간다. 이후 연청은 양산박과 함께 북경 대명부를 습격, 노준의를 구출하고 이고와 가씨 등을 생포하여 처형하였다.
양산박에 들어간 직후 노준의와 함께 조개를 죽인 사문공을 잡는 활약을 펼쳤으며, 108명이 양산박에 모인 후에는 보군 두령 중 한 명으로 임명된다. 이후에도 이규와 함께 활약하고 씨름 대회에서 2년 연속 우승자인 경천주 임원을 꺾는 등 활약했다. 전투 이외에도 평소 거문고를 쳐서 모두를 즐겁게 하고, 연청을 좋아하는 기생 이사사와 의남매 관계를 맺어 양산박의 조정 귀순에 최대 공신이 되었다.
송나라 귀순 후 전투에서는 역시 노준의를 따라간다. 방랍과의 싸움에서는 시진과 함께 간첩으로 방랍의 본거지에 들어가 방랍의 신뢰를 얻었고 최종 결전에서 방랍의 조카인 방걸을 죽여 내부에서 적을 무너뜨렸다.
이후 개선 도중 연청은 노준의에게 지금은 부귀를 구하기보다 어딘가에 은거하자고 설득하지만, 노준의는 무슨 바보 같은 소리냐며 맞받아쳤다. 연청은 서로 가는 길이 다르다는 것을 알고 눈물을 흘리며 작별 인사를 한다. "나를 두고 어디로 가느냐?"는 노준의에게 연청은 "언제나 당신 곁에 있겠습니다."라고 답했지만 다음날 아침에 연청의 모습은 사라지고 벽보만 남았다. 이후 부귀를 구한 노준의는 비업(非業)의 죽음을 당했지만 연청의 행방을 아는 사람은 없었다.